# Козлово (смт, Конаковський район)
Козлово (рос. Козлово) — смт в Конаковському районі Тверської області Російської Федерації.
Населення становить 3360 осіб. Входить до складу муніципального утворення селище Козлово.

## Історія
Від 2005 року входить до складу муніципального утворення селище Козлово.

## Населення
| 1959  | 2002  | 2009  | 2010  | 2012  | 2013  | 2014  |
| ----- | ----- | ----- | ----- | ----- | ----- | ----- |
| 3259  | ↗4388 | ↘4107 | ↘3884 | ↘3861 | ↗3880 | ↗3915 |
| 2015  | 2016  | 2017  | 2018  | 2019  | 2020  | 2021  |
| ↘3891 | ↘3873 | ↘3826 | ↘3696 | ↘3586 | ↘3452 | ↘3360 |